# Barry Creyton
Barry Creyton (geboren 1939 in Brisbane, Queensland) ist ein australischer Schauspieler und Bühnenautor. Zwei seiner Großeltern waren Schauspieler und ein Urgroßvater ein bekannter Shakespeare-Darsteller. Craytons Schauspielerkarriere begann 1964 beim Fernsehen. Parallel begann er für ein Revue-Theater zu komponieren und produzierte sogar schon eine eigene Fernseh-Show.
1968 zog er nach England und arbeitete neun Jahre lang vor allem bei der BBC.
1977 nach Australien zurückgekehrt, produzierte er wieder Unterhaltungsfilme und Musicals.
1987 schrieb er während eines längeren Krankenhausaufenthalts (wegen eines schwierigen Beinbruchs durch Motorradunfall) die Bühnenkomödie Double Act, die ein Welterfolg wurde, gespielt unter anderem in Italien und in Wien.
Von 1989 bis 1996 arbeitete er ganz überwiegend in den USA. Seine wichtigste Produktion dort war die Revue Secrets Every Smart Traveler Should Know.
Nach seiner erneuten Rückkehr nach Australien arbeitete er beim Queensland Theatre.
Im Oktober 2000 wurde das Weyher Theater vor den Toren Bremens mit der deutschen Erstaufführung seiner Komödie Valentinstag eröffnet.